# دومکان
دومکان، روستایی در دهستان خانمیرزا بخش مرکزی شهرستان خانمیرزا در استان چهارمحال و بختیاری ایران است. این روستا، مرکز دهستان خانمیرزا است.

## مردم‌شناسی
اهالی روستا همه از طوایف ایل هفت‌لنگ می‌باشند که حدوداً از سیصد سال پیش در این مکان سکنا یافته‌اند.

## اقتصاد
- کشاورزی: محصولات زراعی عبارت است از: یونجه، گندم و جو، برنج، لوبیا و چغندر.
- باغداری: محصولات باغی عبارت است از: گردو، انگور، بادام، هلو، زردآلو و ....
- دامداری و دامپروری

## جمعیت
بر پایه سرشماری عمومی نفوس و مسکن در سال ۱۳۹۵، جمعیت این روستا برابر با ۲٬۷۶۴ نفر (۷۳۶ خانوار) بوده‌است.